# Lechstaustufe Horn
Die Lechstaustufe Horn ist ein Buchtenkraftwerk des Lechs zwischen Schwangau und Füssen.

## Geografie
Das Kraftwerk befindet sich an Flusskilometer 164,5 auf dem Gemeindegebiet von Schwangau unmittelbar angrenzend an die Stadt Füssen im Landkreis Ostallgäu.

## Technische Daten
Betreiber des Buchtenkraftwerkes ist die Allgäuer Überlandwerke, die erzeugte Leistung beträgt 5,0 MW bei einer Fallhöhe von 6,1 Metern.
Der Ausbaudurchfluss des seit 1952 im Betrieb befindlichen Kraftwerkes beträgt 76 m³/s, das Regelarbeitsvermögen 25.400 MWh pro Jahr.
Siehe auch: Liste von Wasserkraftwerken in Deutschland